# Василка Андонова
Василка Андонова е българска народна певица, изпълнителка на народни песни от Трънския край.

## Биография
Родена е на 19 април 1941 г. в село Лева река, Трънско. Завършва педагогически институт за начални учители.
От 1962 година Василка Андонова е солистка на Ансамбъла за народни песни на БНР и на световноизвестния женски хор „Мистерията на българските гласове“. Реализира много записи за БНР - солово и в дует с Кремена Станчева (сред известните им песни са „Мало село“, „Леле свашке“, „Оздол иду връцка колца“, „Пушка пукна“), участва във филми на БНТ. Заедно с Кремена Станчева е носителка на наградата „Приз Братислава“ и на отличие от конкурса „Ой, Дунаве, плаве“. Дуетите им се отличават с особена спятост и неповторимо сливане на гласовете. Записи на Василка Андонова звучат в албумите на швейцарския продуцент Марсел Селие, певицата изнася самостоятелни концерти в САЩ, Канада и Франция. През 1998 година издава самостоятелен албум с трънски народни песни – „Омиле ми трънска убавиня“.
Умира на 20 ноември 1998 г. в София.